# فوکال-جی‌ام‌لب
فوکال-جی‌ام‌لب (انگلیسی: Focal-JMLab) شرکت الکترونیک فرانسوی است، که در سال ۱۹۷۹ تأسیس شد.